# 奇點大學
37°22′52″N 122°03′49″W / 37.3811°N 122.0636°W
奇點大學（英文簡稱SU），2008年由雷蒙德·庫茨魏爾與彼得·戴曼迪斯成立，該校旨在解決“人類面臨的重大挑戰”。奇點大學的名字源於該校的名譽校長、著名未來學家雷蒙德·庫茨魏爾的“奇點理論”，向美國國家太空總署（NASA）租借場地。雖然該公司在品牌宣傳中使用了“大學”這個詞，但它並不是一所被政府教育單位認可的大學，也沒有任何學術課程或認證。 該集團為主要提供高階主管教育課程、企業孵化器和商業諮詢服務的美國公司。該集團的課程在業界廣負盛名，以匯聚來自世界各地的菁英與高昂的學費聞名。被譽為「世界最難錄取的大學」。

## 歷史
Singularity 是一家非營利組織，最初提供名為研究生課程 (GSP) 的年度為期 10 週的夏季課程，該課程針對的是想要了解如何利用技術應對全球挑戰的個人。 其最初的公司創始合作夥伴和贊助商包括Google、諾基亞、Autodesk、  IDEO、LinkedIn、X獎基金會、ePlanet Ventures、考夫曼基金會和基因泰克。Google隨後終止了每年 150 萬美元的資助。
奇點大學開始轉型為營利福利公司。 2013年，新的營利公司成立為“奇點教育集團”，並獲得“奇點大學”作為其商號。 2018年，教職員領導指出，公司只關注利潤； “它失去了靈魂……它變成了一家賺錢的公司。” 第二年，它收購了未來主義新聞， 將總部從NASA 艾姆斯的NASA 研究園遷至加利福尼亞州聖克拉拉，並在巴西和澳大利亞增加了新的國家合作夥伴特許經營權。 Futurism News後來於 2021 年出售給 Recurrent Ventures。隔年，Pioneer自適應學習平台被Talespin收購。

## 高階主管培訓計畫
高階主管培訓計劃是一系列短期但密集的培訓計劃，僅接受具決策權之企業、組織之高階領導人才或該領域之菁英申請。重點是透過討論尖端技術、發展趨勢及其影響等相關的主題，期望各領域的領導者能運用現有的資源對企業或組織做出革新性的舉動，最終對社會產生劃時代的改變。

## 全球影響力大賽
2016年，荷蘭SingularityU為荷蘭企業家舉辦了一場全球影響力競賽。 21歲的奈米物理學學生丹尼·瓦格曼斯(Danny Wagemans)獲得一等獎，參加了為期10週的全球解決方案計劃。他示範如何透過將微生物燃料電池和石墨烯過濾器結合在水瓶中，從尿液中獲取乾淨的水和能量。

## 奇點中心
Singularity Hub是奇點大學旗下的科技媒體網站。 Singularity Hub 成立於 2008 年，其使命是「提供正在迅速改變人類能力、健康和社會的科學/技術突破的新聞報導」。它於 2012 年被奇點大學收購，以使奇點大學製作的內容更容易獲得。
2018 年 3 月，Singularity Hub 透過知識共享授權 CC BY-ND 4.0 發布了 695 篇文章。

## SU實驗室
SU Labs 是奇點大學 (Singularity University) 的種子加速器，針對旨在「改變十億人的生活」的新創公司。
2011 年，奇點大學的一個團隊推出了Matternet，這是一家新創公司，旨在利用無人機技術在缺乏高速公路基礎設施的發展中國家運送貨物。 SU 的其他新創公司包括點對點汽車共享服務Getaround和 BioMine，後者利用採礦技術從電子垃圾中提取價值。

## 相關爭議
自成立以來，該公司曾有員工遭受性騷擾、貪污和歧視的指控。《彭博商業周刊》的一份調查報告發現該組織存在許多問題，包括一名教師涉嫌對學生進行性騷擾、一名高管涉嫌盜竊和協助盜竊，以及有關性別和殘疾歧視的指控。 奇點大學的幾位早期成員被判犯有罪行，包括布魯斯·克萊因（Bruce Klein），他於2012年因在阿拉巴馬州運營信用欺詐活動被定罪，和納維恩·賈恩（Naveen Jain），他於2003年因內幕交易被定罪。
在2021年2月COVID-19疫情期間，《麻省理工科技評論》報導稱，奇點所有的一個名為Abundance 360 的組織在聖莫尼卡舉行了一場“沒有戴口罩”的活動，違反了當地政府的居家防疫禁令，因而成為一個超級傳播事件。 該活動由奇點聯合創始人彼得·迪曼迪斯主持，票價高達30,000美元。在後續文章中，《麻省理工科技評論》披露，在COVID-19開始在參加者中傳播後，迪曼迪斯試圖向他們出售無效的的治療方法，包括吸入羊膜液和氯胺酮含片，斯坦福大學的一位法律和醫學教授將其描述為“偽醫術”。 這次超級傳播事件被包括《紐約時報》、《華盛頓郵報》和《洛杉磯時報》等多家媒體廣泛報導。